# Kamenný most ve Verměřovicích
Kamenný most na katastrálním území Verměřovice je empírový silniční obloukový most přes řeku Tichá Orlice v říčním km 73,8 na silnici III/3141. V roce 1964 byl zapsán do Ústředního seznamu kulturních památek České republiky.

## Historie
Kamenný most byl postaven v období 1894 až 1895 na silnici z Lanškrouna do Letohradu, na významné obchodní stezce Šilperský Sněžník z Čech na Moravu. Původně zde byl brod a později dřevěná lávka. V roce 1997 a 2000 byly při povodních narušeny pilíře. V roce 2007 byl most rekonstruován firmou Chládek & Tintěra z Pardubic. Při rekonstrukci byla k mostu přistavěna lávka pro pěší.

## Popis
Silniční kamenný most je o třech polích s nízkými segmentovými klenbami s vysazeným klenákem v čelech. Je postaven z pečlivě opracovaných pískovcových kvádrů. Glaukonitický pískovec pochází z lomu v Klášterci nad Orlicí. Dva pilíře v řečišti mají půlkruhová čela, mostní opěry mají polygonální půdorys. Na mostě je masívní zábradlí ze dvou řad kvádrů, u krajních opěr je zábradlí šikmo rozšířené. Most měří 40,7 m, byl široký 5,2 m, po rekonstrukci se šířka zvětšila o přistavěnou lávku na 8 m.
Během rekonstrukce byl most rozebrán, jednotlivé kvádry (cca 400 kusů) byly očíslovány vápnem a uloženy. Po opravě základů byl most opět sestaven. Na klenby byl položen zásyp ze speciálního betonu a na něj železobetonová nosná deska a nakonec osazeno zábradlí. Vozovku tvoří asfaltový povrch.